# Росолье
Росолье (эст. rosolje) — холодный салат эстонской кухни. Входит в традиционный эстонский «холодный» праздничный стол, особенно в сельской местности. Существует версия, что росолье произошёл от русского винегрета, поскольку Эстония долгое время входила в состав Российской империи, а росолье стал упоминаться в письменных источниках как традиционное эстонское блюдо сравнительно недавно, уже после соприкосновения эстонской и русской кухни. В то же время росолье очень напоминает шведский селёдочный салат на основе свёклы, картофеля и сельди, а с этой страной Эстонию также связывает большой период истории. В состав росолье входит селёдка, картошка, солёные огурцы, лук репчатый, отварная свёкла, варёные яйца, морковь, яблоко. Нередко к этим ингредиентам добавляют мясо, отварное или жареное. Заправляется салат сметаной с горчицей.
Вместе с тем салат-винегрет Rosolli является традиционным блюдом финской кухни, а исторически эстонская и финская культура и быт очень близки. В финской кухне для Rosolli обычно не применяется уксус с маслом. Заправка готовится на основе сметаны или сливок, зачастую разведённых, например, свекольным отваром и соком хрена.